# 琉球政府の設立
琉球政府の設立（りゅうきゅうせいふのせつりつ、Establishment of the Government of the Ryukyu Islands）とは、琉球列島米国民政府が制定した布告（米国民政府布告第13号）。琉球政府の設立根拠をなす基本法である。10ヵ条から構成されている。琉球政府を設立するとともに、その組織や権限についての基本的な部分を総論的に規定している。詳細については、琉球政府章典（米国民政府布令第68号）が規定している。